# Trychosis yezoensis
Trychosis yezoensis là một loài tò vò trong họ Ichneumonidae.